# When You’re Alone
When You’re Alone ist ein Lied aus dem Film Hook. Geschrieben wurde es von John Williams (Musik) und Leslie Bricusse (Text). Gesungen wurde es von Amber Scott.

## Verwendung im Film
Um sich auf Hooks Schiff Mut zu machen, singt Peters Tochter Maggie (gespielt von Amber Scott) When You’re Alone, ein Schlaflied, das ihr ihre Mutter immer vorgesungen hat. Thud Butt erinnert dies an seine Mutter, und er spricht mit Peter darüber. Dieser beginnt, sich an seine Zeit als Peter Pan zu erinnern.

## Auszeichnungen
When You’re Alone war 1992 für den Oscar in der Kategorie Bester Song nominiert, verlor aber gegen Beauty and the Beast aus dem Film Die Schöne und das Biest.